# Fabián Orellana
Fabián Ariel Orellana Valenzuela (Santiago del Cile, 27 gennaio 1986) è un ex calciatore cileno, di ruolo attaccante.

## Carriera

### Club
Attaccante agile, veloce e brevilineo, inizia a giocare nelle giovanili del Colo-Colo, la squadra più titolata del Cile. Passato al settore giovanile dell'Audax Italiano, debutta in prima squadra nel 2005.
Il 1º luglio 2009, l'Audax Italiano annuncia, con un comunicato, di aver ceduto il giocatore alla squadra italiana per un costo di circa 3,5 milioni di euro, accordandosi per 5 anni.
Il 29 agosto 2009 viene ceduto in prestito allo Xerez, società spagnola militante nella massima serie.
Il 30 agosto 2011 viene ceduto nuovamente in prestito, questa volta al Celta Vigo, in Segunda División, dove realizza 14 gol in 37 partite. A fine stagione, torna all'Udinese, che lo cede nuovamente al Granada.
Il 5/04/2015 in occasione del match Celta Vigo- Barcelona (poi terminato 1-0 in favore degli ospiti) viene espulso al 90', quando travolto da un gesto di stizza, il cileno, lancia una zolla d'erba che colpisce il volto del centrocampista blaugrana Sergio Busquets, mentre quest'ultimo stava rallentando le operazioni di ripresa del gioco.
Il 31 gennaio 2017, dopo un serio confronto con l'allenatore Eduardo Berizzo, Orellana ha firmato un prestito di quattro mesi con il Valencia CF nella stessa lega, con la possibilità di rendere il trasferimento definitivo fino a giugno 2018 al termine della stagione. È stato completamente ostracizzato dal nuovo allenatore di quest'ultimo Marcelino García Toral, e il 1 dicembre 2017 si è trasferito all'SD Eibar, sempre nella massima serie spagnola, in prestito fino al 30 giugno successivo. Nel aprile 2018, immediatamente dopo che il club Basco ha confermato la loro permanenza, è stato concordato un contratto permanente da €2 milioni dopo che è stata attivata la clausola pertinente; ha segnato otto gol nella stagione 2019–20 e ha anche fornito più assist di chiunque altro nella squadra, riuscendo ancora a rimanere a galla.

### Nazionale
Dopo aver partecipato al Torneo di Tolone 2008 con il Cile Under-23, ha debuttato in partite ufficiali nelle qualificazioni mondiali per Sudafrica 2010, contro l'Argentina, segnando l'unico gol della vittoria della sua nazionale.
Viene convocato per la Copa América Centenario negli Stati Uniti.

## Statistiche

### Presenze e reti nei club
Statistiche aggiornate all'agosto 2022.
| Stagione                    | Squadra                     | Campionato                  | Campionato | Campionato | Coppe nazionali | Coppe nazionali | Coppe nazionali | Coppe continentali | Coppe continentali | Coppe continentali | Altre coppe | Altre coppe | Altre coppe | Totale | Totale |
| Stagione                    | Squadra                     | Comp                        | Pres       | Reti       | Comp            | Pres            | Reti            | Comp               | Pres               | Reti               | Comp        | Pres        | Reti        | Pres   | Reti   |
| --------------------------- | --------------------------- | --------------------------- | ---------- | ---------- | --------------- | --------------- | --------------- | ------------------ | ------------------ | ------------------ | ----------- | ----------- | ----------- | ------ | ------ |
| 2005                        | Audax Italiano              | PD                          | 12         | 1          | -               | -               | -               | -                  | -                  | -                  | -           | -           | -           | 12     | 1      |
| 2006                        | Audax Italiano              | PD                          | 18         | 1          | -               | -               | -               | -                  | -                  | -                  | -           | -           | -           | 18     | 1      |
| 2007                        | Audax Italiano              | PD                          | 38+1       | 12+1       | -               | -               | -               | CL+CS              | 3+4                | 0                  | -           | -           | -           | 46     | 13     |
| 2008                        | Audax Italiano              | PD                          | 30+2       | 9+1        | -               | -               | -               | CL                 | 8                  | 3                  | -           | -           | -           | 40     | 13     |
| 2009                        | Audax Italiano              | PD                          | 10+2       | 1+2        | -               | -               | -               | -                  | -                  | -                  | -           | -           | -           | 12     | 3      |
| Totale Audax Italiano       | Totale Audax Italiano       | Totale Audax Italiano       | 108+5      | 24+4       |                 | -               | -               |                    | 15                 | 3                  |             | -           | -           | 128    | 31     |
| 2009-2010                   | Xerez                       | PD                          | 26         | 2          | CR              | 2               | 0               | -                  | -                  | -                  | -           | -           | -           | 28     | 2      |
| 2010-2011                   | Granada                     | SD                          | 35+4       | 7+1        | CR              | 1               | 0               | -                  | -                  | -                  | -           | -           | -           | 40     | 8      |
| 2011-2012                   | Celta Vigo                  | SD                          | 37         | 14         | CR              | 2               | 0               | -                  | -                  | -                  | -           | -           | -           | 39     | 14     |
| 2012-gen. 2013              | Granada                     | PD                          | 17         | 0          | CR              | 2               | 0               | -                  | -                  | -                  | -           | -           | -           | 19     | 0      |
| Totale Granada              | Totale Granada              | Totale Granada              | 52+4       | 7+1        |                 | 3               | 0               |                    | -                  | -                  |             | -           | -           | 59     | 8      |
| gen.-giu. 2013              | Celta Vigo                  | PD                          | 14         | 0          | -               | -               | -               | -                  | -                  | -                  | -           | -           | -           | 14     | 0      |
| 2013-2014                   | Celta Vigo                  | PD                          | 31         | 5          | CR              | 2               | 0               | -                  | -                  | -                  | -           | -           | -           | 33     | 5      |
| 2014-2015                   | Celta Vigo                  | PD                          | 35         | 5          | CR              | 4               | 2               | -                  | -                  | -                  | -           | -           | -           | 39     | 7      |
| 2015-2016                   | Celta Vigo                  | PD                          | 33         | 7          | CR              | 5               | 0               | -                  | -                  | -                  | -           | -           | -           | 38     | 7      |
| 2016-gen. 2017              | Celta Vigo                  | PD                          | 7          | 2          | -               | -               | -               | UEL                | 2                  | 2                  | -           | -           | -           | 9      | 4      |
| Totale Celta Vigo           | Totale Celta Vigo           | Totale Celta Vigo           | 157        | 33         |                 | 13              | 2               |                    | 2                  | 2                  |             | -           | -           | 172    | 37     |
| gen.-giu. 2017              | Valencia                    | PD                          | 16         | 1          | -               | -               | -               | -                  | -                  | -                  | -           | -           | -           | 16     | 1      |
| 2017-gen. 2018              | Valencia                    | PD                          | 0          | 0          | CR              | 1               | 0               | -                  | -                  | -                  | -           | -           | -           | 1      | 0      |
| Totale Valencia             | Totale Valencia             | Totale Valencia             | 16         | 1          |                 | 1               | 0               |                    | -                  | -                  |             | -           | -           | 17     | 1      |
| gen.-giu. 2018              | Eibar                       | PD                          | 17         | 3          | -               | -               | -               | -                  | -                  | -                  | -           | -           | -           | 17     | 3      |
| 2018-2019                   | Eibar                       | PD                          | 33         | 3          | -               | -               | -               | -                  | -                  | -                  | -           | -           | -           | 33     | 3      |
| 2019-2020                   | Eibar                       | PD                          | 29         | 8          | CR              | 2               | 0               | -                  | -                  | -                  | -           | -           | -           | 31     | 8      |
| Totale Eibar                | Totale Eibar                | Totale Eibar                | 79         | 14         |                 | 2               | 0               |                    | -                  | -                  |             | -           | -           | 81     | 14     |
| 2020-2021                   | Real Valladolid             | PD                          | 30         | 6          | CR              | 2               | 0               | -                  | -                  | -                  | -           | -           | -           | 32     | 6      |
| 2021                        | Universidad Católica        | PD                          | 7          | 0          | -               | -               | -               | -                  | -                  | -                  | -           | -           | -           | 7      | 0      |
| 2022                        | Universidad Católica        | PD                          | 7          | 0          | CC              | 1               | 0               | CL+CS              | 3+2                | 0                  | SS          | 1           | 0           | 14     | 0      |
| Totale Universidad Católica | Totale Universidad Católica | Totale Universidad Católica | 14         | 0          |                 | 3               | 0               |                    | 5                  | 0                  |             | 1           | 0           | 21     | 0      |
| Totale carriera             | Totale carriera             | Totale carriera             | 492        | 91         |                 | 24              | 2               |                    | 22                 | 5                  |             | 1           | 0           | 539    | 98     |

### Cronologia presenze e reti in nazionale

#### Nazionale maggiore
| Cronologia completa delle presenze e delle reti in nazionale ― Cile | Cronologia completa delle presenze e delle reti in nazionale ― Cile | Cronologia completa delle presenze e delle reti in nazionale ― Cile | Cronologia completa delle presenze e delle reti in nazionale ― Cile | Cronologia completa delle presenze e delle reti in nazionale ― Cile | Cronologia completa delle presenze e delle reti in nazionale ― Cile | Cronologia completa delle presenze e delle reti in nazionale ― Cile | Cronologia completa delle presenze e delle reti in nazionale ― Cile |
| Data                                                                | Città                                                               | In casa                                                             | Risultato                                                           | Ospiti                                                              | Competizione                                                        | Reti                                                                | Note                                                                |
| ------------------------------------------------------------------- | ------------------------------------------------------------------- | ------------------------------------------------------------------- | ------------------------------------------------------------------- | ------------------------------------------------------------------- | ------------------------------------------------------------------- | ------------------------------------------------------------------- | ------------------------------------------------------------------- |
| 7-6-2008                                                            | Valparaíso                                                          | Cile                                                                | 0 – 0                                                               | Panama                                                              | Amichevole                                                          | -                                                                   | 46’                                                                 |
| 24-9-2008                                                           | Los Angeles                                                         | Messico                                                             | 0 – 1                                                               | Cile                                                                | Amichevole                                                          | -                                                                   | 86’                                                                 |
| 15-10-2008                                                          | Santiago del Cile                                                   | Cile                                                                | 1 – 0                                                               | Argentina                                                           | Qual. Mondiali 2010                                                 | 1                                                                   | 56’                                                                 |
| 19-11-2008                                                          | Vila-real                                                           | Spagna                                                              | 3 – 0                                                               | Cile                                                                | Amichevole                                                          | -                                                                   |                                                                     |
| 18-1-2009                                                           | Fort Lauderdale                                                     | Honduras                                                            | 2 – 0                                                               | Cile                                                                | Amichevole                                                          | -                                                                   |                                                                     |
| 11-2-2009                                                           | Polokwane                                                           | Sudafrica                                                           | 0 – 2                                                               | Cile                                                                | Amichevole                                                          | -                                                                   | 46’                                                                 |
| 2-4-2009                                                            | Santiago del Cile                                                   | Cile                                                                | 0 – 0                                                               | Uruguay                                                             | Qual. Mondiali 2010                                                 | -                                                                   | 60’                                                                 |
| 27-5-2009                                                           | Tokyo                                                               | Giappone                                                            | 4 – 0                                                               | Cile                                                                | Amichevole                                                          | -                                                                   |                                                                     |
| 29-5-2009                                                           | Chiba                                                               | Belgio                                                              | 1 – 1                                                               | Cile                                                                | Amichevole                                                          | -                                                                   |                                                                     |
| 6-6-2009                                                            | Asunción                                                            | Paraguay                                                            | 0 – 2                                                               | Cile                                                                | Qual. Mondiali 2010                                                 | -                                                                   | 88’                                                                 |
| 5-9-2009                                                            | Santiago del Cile                                                   | Cile                                                                | 2 – 2                                                               | Venezuela                                                           | Qual. Mondiali 2010                                                 | -                                                                   | 46’                                                                 |
| 11-10-2009                                                          | Medellín                                                            | Colombia                                                            | 2 – 4                                                               | Cile                                                                | Qual. Mondiali 2010                                                 | 1                                                                   |                                                                     |
| 17-11-2009                                                          | Žilina                                                              | Slovacchia                                                          | 1 – 2                                                               | Cile                                                                | Amichevole                                                          | -                                                                   | 46’                                                                 |
| 26-5-2010                                                           | Calama                                                              | Cile                                                                | 3 – 0                                                               | Zambia                                                              | Amichevole                                                          | -                                                                   |                                                                     |
| 30-5-2010                                                           | Chillán                                                             | Cile                                                                | 1 – 0                                                               | Irlanda del Nord                                                    | Amichevole                                                          | -                                                                   | 63’                                                                 |
| 1-6-2010                                                            | Valparaíso                                                          | Cile                                                                | 3 – 0                                                               | Israele                                                             | Amichevole                                                          | -                                                                   | 46’                                                                 |
| 25-6-2010                                                           | Pretoria                                                            | Cile                                                                | 1 – 2                                                               | Spagna                                                              | Mondiali 2010 - 1º turno                                            | -                                                                   | 65’                                                                 |
| 17-11-2010                                                          | Santiago del Cile                                                   | Cile                                                                | 2 – 0                                                               | Uruguay                                                             | Amichevole                                                          | -                                                                   | 81’                                                                 |
| 26-3-2011                                                           | Leiria                                                              | Portogallo                                                          | 1 – 1                                                               | Cile                                                                | Amichevole                                                          | -                                                                   | 82’                                                                 |
| 10-8-2011                                                           | Montpellier                                                         | Francia                                                             | 1 – 1                                                               | Cile                                                                | Amichevole                                                          | -                                                                   | 80’                                                                 |
| 2-9-2011                                                            | San Gallo                                                           | Spagna                                                              | 3 – 2                                                               | Cile                                                                | Amichevole                                                          | -                                                                   | 85’                                                                 |
| 4-9-2011                                                            | Barcellona                                                          | Messico                                                             | 1 – 0                                                               | Cile                                                                | Amichevole                                                          | -                                                                   | 61’                                                                 |
| 6-2-2013                                                            | Madrid                                                              | Cile                                                                | 2 – 1                                                               | Egitto                                                              | Amichevole                                                          | -                                                                   | 79’                                                                 |
| 5-3-2014                                                            | Stoccarda                                                           | Germania                                                            | 1 – 0                                                               | Cile                                                                | Amichevole                                                          | -                                                                   | 80’                                                                 |
| 29-5-2014                                                           | Santiago del Cile                                                   | Cile                                                                | 3 – 2                                                               | Egitto                                                              | Amichevole                                                          | -                                                                   | 88’                                                                 |
| 4-6-2014                                                            | Valparaíso                                                          | Cile                                                                | 2 – 0                                                               | Irlanda del Nord                                                    | Amichevole                                                          | -                                                                   | 60’                                                                 |
| 10-9-2014                                                           | Miami                                                               | Cile                                                                | 1 – 0                                                               | Haiti                                                               | Amichevole                                                          | -                                                                   | 56’                                                                 |
| 15-11-2014                                                          | Talcahuano                                                          | Cile                                                                | 5 – 0                                                               | Venezuela                                                           | Amichevole                                                          | -                                                                   | 76’                                                                 |
| 18-11-2014                                                          | Santiago del Cile                                                   | Cile                                                                | 1 – 2                                                               | Uruguay                                                             | Amichevole                                                          | -                                                                   |                                                                     |
| 26-3-2015                                                           | Sankt Pölten                                                        | Iran                                                                | 2 – 0                                                               | Cile                                                                | Amichevole                                                          | -                                                                   | 46’                                                                 |
| 13-10-2015                                                          | Lima                                                                | Perù                                                                | 3 – 4                                                               | Cile                                                                | Qual. Mondiali 2018                                                 | -                                                                   | 82’                                                                 |
| 12-11-2015                                                          | Santiago del Cile                                                   | Cile                                                                | 1 – 1                                                               | Colombia                                                            | Qual. Mondiali 2018                                                 | -                                                                   | 79’                                                                 |
| 17-11-2015                                                          | Montevideo                                                          | Uruguay                                                             | 3 – 0                                                               | Cile                                                                | Qual. Mondiali 2018                                                 | -                                                                   | 81’                                                                 |
| 25-3-2016                                                           | Santiago del Cile                                                   | Cile                                                                | 1 – 2                                                               | Argentina                                                           | Qual. Mondiali 2018                                                 | -                                                                   |                                                                     |
| 29-3-2016                                                           | Barinas                                                             | Venezuela                                                           | 1 – 4                                                               | Cile                                                                | Qual. Mondiali 2018                                                 | -                                                                   | 87’                                                                 |
| 28-5-2016                                                           | Viña del Mar                                                        | Cile                                                                | 1 – 2                                                               | Giamaica                                                            | Amichevole                                                          | -                                                                   | 64’                                                                 |
| 1-6-2016                                                            | San Diego                                                           | Messico                                                             | 1 – 0                                                               | Cile                                                                | Amichevole                                                          | -                                                                   | 56’                                                                 |
| 7-6-2016                                                            | Santa Clara                                                         | Argentina                                                           | 2 – 1                                                               | Cile                                                                | Coppa America Centenario - 1º turno                                 | -                                                                   | 56’                                                                 |
| 11-6-2016                                                           | Foxborough                                                          | Cile                                                                | 2 – 1                                                               | Bolivia                                                             | Coppa America Centenario - 1º turno                                 | -                                                                   | 68’                                                                 |
| 31-8-2017                                                           | Santiago del Cile                                                   | Cile                                                                | 0 – 3                                                               | Paraguay                                                            | Qual. Mondiali 2018                                                 | -                                                                   | 79’                                                                 |
| 12-10-2019                                                          | Alicante                                                            | Colombia                                                            | 0 – 0                                                               | Cile                                                                | Amichevole                                                          | -                                                                   | 59’                                                                 |
| 13-11-2020                                                          | Santiago del Cile                                                   | Cile                                                                | 2 – 0                                                               | Perù                                                                | Qual. Mondiali 2022                                                 | -                                                                   | 76’                                                                 |
| 27-3-2021                                                           | Rancagua                                                            | Cile                                                                | 2 – 1                                                               | Bolivia                                                             | Qual. Mondiali 2022                                                 | -                                                                   | 64’                                                                 |
| 9-6-2021                                                            | Las Condes                                                          | Cile                                                                | 1 – 1                                                               | Bolivia                                                             | Qual. Mondiali 2022                                                 | -                                                                   | 86’                                                                 |
| Totale                                                              |                                                                     | Presenze                                                            | 44                                                                  |                                                                     | Reti                                                                | 2                                                                   |                                                                     |

## Palmarès

### Club

#### Competizioni nazionali
- Supercopa de Chile: 1

Universidad Católica: 2021
- Campionato cileno: 1

Universidad Católica: 2021

### Nazionale
- Coppa America: 1

USA 2016